# Botoșani (stad)
Botoșani is een stad in het noordoosten van Roemenië, dicht bij de grens met Oekraïne en Moldavië. De stad ligt in het zuidwesten van het District Botoșani, tussen de rivieren Sitna en Dresleuca, en aan het noorden van de heuvels Baisa, Agafton en Crivăț. In 2021 bedroeg het aantal inwoners 90.010 (in 1992 nog 126.145).

## Geschiedenis
De stad werd voor het eerst vermeld in de kroniek Letopisețul Țării Moldovei (1439), waarin vermeld wordt dat "de Mongolen kwamen en het land tot aan Botuşani plunderden". De stad wordt verder genoemd in verband met conflicten tussen Moldavië en Polen. In de buurt van de stad werden verschillende veldslagen uitgevochten: in 1500, 1505 en 1509. Tijdens het bewind van Peter IV Rareș werd de stad in brand gestoken door de Polen. Uit die tijd is bekend dat de stad een heuvelfort bezat.
In de 15e eeuw was het nog geen volwaardige stad, maar archeologisch bewijs toont aan dat het een prestedelijke nederzetting was. Tijdens het tweede deel van de 14e eeuw vestigden zich Transsylvanische kolonisten (waarschijnlijk Transsylvanische Duitsers of Hongaren) in Botoşani. Daarnaast was er sinds de 14e of 15e eeuw een gemeenschap van Armeense handelaren.
Gelegen op de kruising van verschillende handelswegen, waaronder de belangrijke "Moldavische weg" die Iași met Chotyn (Roemeens: Hotin) verbond, was de stad aanvankelijk vooral een markt- en handelsplaats. In 1579 had het al "de grootste en oudste kermis van Moldavië".
In de 17e eeuw was in de stad al een aanzienlijke joodse gemeenschap gevestigd, die eind 19e eeuw de op één na grootste van Moldavië was. In 1942 woonden er 15.502 joden, iets meer dan de helft van de bevolking. Na de Tweede Wereldoorlog was daarvan vrijwel niemand meer in leven. Botoşani werd op 7 april 1944 bevrijd tijdens het Uman-Botoşani-offensief door het Tweede Oekraïense Front van het Rode Leger.
Na de oorlog zette een zeer sterke bevolkingsgroei in, vooral tijdens het bewind van Ceaușescu (1965-1989): 29.145 (1948), 35.220 (1966), 63.204 (1977), 126.145 (1992). Daarna volgde een scherpe bevolkingsdaling: 115.344 (2002), 106.847 (2011), 90.010 (2021).

## Onderwijs
In Botoșani is een afdeling van de Alexander Jan Cuza-universiteit gevestigd, die haar hoofdvestiging in Iași heeft. Botoșani is ook de locatie van het Nationaal College "A.T. Laurian", opgericht in 1859, een van de oudste en meest prestigieuze pre-universitaire onderwijsinstellingen van Roemenië.

## Sport
Een bekende voetbalclub is FC Botoșani. De club speelde in het seizoen 2013/2014 voor het eerst in de Liga 1.

## Geboren in Botoșani
- Mihai Eminescu (1850-1889), dichter
- Grigore Antipa (1867-1944), bioloog, ichtyoloog
- Nicolae Iorga (1871-1940), politicus, historicus, dichter, toneel- en prozaschrijver
- Isidore Isou (1925-2007), dichter, schilder, cineast en oprichter van de Franse avant-gardebeweging lettrisme
- Georgeta Damian (1976), roeister
- Florin Andone (1993), voetballer

Steden met gemeentestatus: Botoșani · Dorohoi

Steden zonder gemeentestatus: Bucecea · Darabani · Flămânzi · Săveni · Ştefăneşti
Alba Iulia · Alexandria · Arad · Bacău · Baia Mare · Bârlad · Bistrița · Botoșani · Brașov · Brăila · Bucureşti (Boekarest) · Buzău · Călărași · Cluj-Napoca · Constanța · Craiova · Deva · Drobeta-Turnu Severin · Focșani · Galați · Giurgiu · Hunedoara · Iași · Mediaș · Oradea · Piatra Neamț · Pitești · Ploiești · Râmnicu Vâlcea · Reșița · Roman · Satu Mare · Sfântu Gheorghe · Sibiu · Slatina · Slobozia · Suceava · Târgoviște · Târgu Jiu · Târgu Mureș · Timișoara · Tulcea · Turda · Vaslui · Zalău